# Eriachne stipacea
Eriachne stipacea är en gräsart som beskrevs av Ferdinand von Mueller. Eriachne stipacea ingår i släktet Eriachne och familjen gräs. Inga underarter finns listade i Catalogue of Life.